# WISE 1541-2250
WISE 1541-2250 (= WISE J154151.65-225024.9) is een bruine dwerg met een spectraalklasse van Y0.5. De ster bevindt zich 19,54 lichtjaar van de zon.